# Tarsier pygmée
Tarsius pumilus
Espèce
Statut de conservation UICN

 DD  : Données insuffisantes
Statut CITES
Le Tarsier pygmée (Tarsius pumilus) est un primate asiatique de la famille des Tarsiidae.
Cette espèce est endémique des régions montagneuse du centre de l'île des Célèbes et n'était connue avant le XXIe siècle qu'à partir de deux spécimens de musée. Considéré par certains spécialistes comme éteint, le Tarsier pygmée a été redécouvert en 2008 dans le parc national de Lore Lindu, à plus de 2 000 m d'altitude.

## Étymologie et dénominations
Le nom scientifique (pumilus, « nain ») et vernaculaire de cette espèce lui vient de sa taille réduite par rapport aux autres tarsiers. Cette appellation est problématique car l'étude des fossiles a montré que les ancêtres des tarsiers étaient certainement eux aussi de petite taille.

## Description
Les tarsiers pygmées sont beaucoup plus petits que les autres espèces connues de tarsiers des Célèbes et ne semblent vivre qu'à des altitudes élevées. Leur poids moyen est de 55 g contre 108 à 136 g pour leurs cousins des plaines. Ils ne produisent pas de marques olfactives ni de signaux sonores audibles, ce qui rend leur localisation extrêmement difficile.

## Découverte et classification
L'espèce a été décrite pour la première fois en 1921 à partir de trois spécimens collectés aux Célèbes par l'explorateur Henry C. Raven en 1917. Plusieurs auteurs l'ont par la suite assimilé à une sous-espèce de Tarsius tarsier. Des analyses supplémentaires en 1987 ont prouvé que deux des trois holotypes étaient en réalité de jeunes individus d'une espèce différente (probablement Tarsius lariang), mais qu'un autre spécimen décrit en 1930 dans le Sud de l'île correspondait à Tarsius pumilus.
L'espèce, qu'on supposait éteinte, a été redécouverte en 2008 par une équipe de chercheurs indonésiens dans le parc national de Lore Lindu au centre de l'île. La capture des trois individus, une femelle et deux mâles, a permis de mieux décrire les principales caractéristiques de ces primates et de relancer l'intérêt du monde scientifique pour cette espèce extrêmement rare et menacée.

## Répartition géographique et habitat

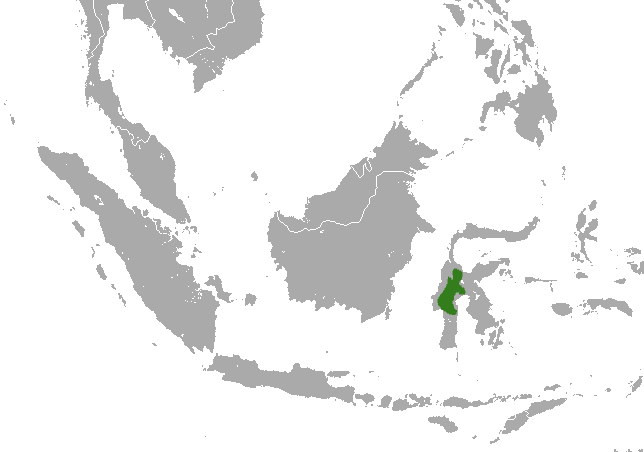
Distribution géographique du tarsier pygmée en Indonésie.

Le tarsier pygmée est endémique de l'île des Célèbes en Indonésie. Le premier spécimen a été découvert en 1916 à 1 800 m d'altitude dans les montagnes entre Palu (Indonésie) et Poso. Le second spécimen, collecté en 1930 à 2 200 m d'altitude, provient du mont Rantemario dans le Sud de l'île. Un troisième animal a été retrouvé mort dans un piège à rats en mai 2000 sur les flancs du mont Rore Katimbo dans le parc national de Lore Lindu, à 2 200 m d'altitude. Cet accident a conduit à intensifier les recherches dans la région, lesquelles ont abouti à la redécouverte officielle de l'espèce via la capture des trois individus en 2008.

## Menaces et conservation
Malgré sa redécouverte récente, le tarsier pygmée semble grandement menacé d’extinction en raison de son habitat très réduit et de la déforestation massive pratiquée sur son territoire. Il a ainsi été inclus en 2012 dans la liste des 25 espèces de primates les plus menacées au monde.